# Lebrunia coralligens
Lebrunia coralligens is een zeeanemonensoort uit de familie Aliciidae.
Lebrunia coralligens is voor het eerst wetenschappelijk beschreven door Wilson in 1890.